# Nadine Reitz
Nadine Reitz (* 22. Juli 1976 in Hennigsdorf) ist eine deutsche Illustratorin von Kinder- und Bilderbüchern, Grafikerin und Autorin.

## Leben
Die im Sommer 1976 geborene Nadine Reitz wuchs in ländlicher Umgebung in Vehlefanz nordwestlich von Berlin auf. Sie studierte in Berlin Medieninformatik und ist „nach einigen beruflichen Umwegen“ seit 2011 freiberuflich als Illustratorin und Grafikerin tätig.
Reitz illustrierte seitdem zahlreiche Kinderbücher und Bilderbuch-Reihen, darunter die vierbändige Reihe Kati und Azuro von Anna Benzing, die fünfbändige Reihe Mitmachpappen von Sophie Schoenwald und mehrere Pappbilderbücher mit Themen aus der Tierwelt von Lena Kleine Bornhorst. Auch drei Bände der Reihe Abenteuer am Möwenweg von Kirsten Boie und die Titelseiten der Booklets von vier Audio-CDs mit Hörspielen für Kinder von Karsten Schäfer wurden von ihr illustriert. Bis April 2020 erschienen mehr als 20 Kinderbücher, die sie mitgestaltete.
Abseits von ihren üblichen Themenfeldern gestaltete Reitz im Jahr 2017 den Schutzumschlag für Biggi Mestmäckers Sachbuch Umweg Jakarta, das die Widerstände und Schwierigkeiten bei der Familienzusammenführung eines syrischen Flüchtlings in Deutschland schildert. Sie beteiligte sich auch an der Aktion Illustratoren für Flüchtlinge, bei der zahlreiche Illustratoren auf einer Internetseite Personen, die mit Flüchtlingskindern oder mit Kindern mit Migrationshintergrund arbeiten, eigene Entwürfe als Vorlagen zum Ausmalen, Rätseln und Lernen unter einer Copyleft-Lizenz kostenlos zum Herunterladen zur Verfügung stellen.
Im März 2020 brachte Reitz als Autorin ihr erstes eigenes Buch mit dem Titel „Die Nacht vor Ostern“ heraus.
Die Künstlerin ist Mitglied der VG Bild-Kunst und des Berufsverbandes Illustratoren Organisation.

## Privates
Reitz ist verheiratet und lebt mit ihrer Familie in Viersen am Niederrhein.

## Werke (Auswahl)
als Autorin
- Nadine Reitz: Die Nacht vor Ostern. Baumhaus, Köln 2020, ISBN 978-3-8339-0612-1.

als Illustratorin
Reihe Kati und Azuro von Anna Benzing
- Kati und Azuro (1): Rettet Azuro. Franckh-Kosmos, Stuttgart 2017, ISBN 978-3-440-15757-2.
- Kati und Azuro (2): Azuro startet durch. Franckh-Kosmos, Stuttgart 2017, ISBN 978-3-440-15756-5.
- Kati und Azuro (3): Versteck am Hexenpfad. Franckh-Kosmos, Stuttgart 2018, ISBN 978-3-440-15764-0.
- Kati und Azuro (4): Rätsel um Serafina. Franckh-Kosmos, Stuttgart 2018, ISBN 978-3-440-16016-9.

Reihe Abenteuer im Möwenweg von Kirsten Boie
- Abenteuer im Möwenweg - Wir haben endlich Ferien. Oetinger, Hamburg 2016, ISBN 978-3-7891-0881-5.
- Abenteuer im Möwenweg - Wir backen Weihnachtskekse. Oetinger, Hamburg 2018, ISBN 978-3-7891-0881-5.
- Abenteuer im Möwenweg - Wir spielen im Schnee. Oetinger, Hamburg 2020, ISBN 978-3-7891-1485-4.

Reihe Meine Tiere von Lena Kleine Bornhorst
- Meine Tiere: Im Wald. Oetinger, Hamburg 2020, ISBN 978-3-7891-1438-0.
- Meine Tiere: Auf dem Bauernhof. Oetinger, Hamburg 2020, ISBN 978-3-7891-1437-3.
- Meine Tiere: Zuhause. Oetinger, Hamburg 2020, ISBN 978-3-7891-1437-3.
- Meine Tiere: Im Meer. Oetinger, Hamburg 2020, ISBN 978-3-7891-1435-9.

Reihe Mitmachpappen von Sophie Schoenwald
- Einmal feste drücken. Boje, Köln 2017, ISBN 978-3-414-82487-5.
- Schlaf schön, kleiner Igel. Boje, Köln 2018, ISBN 978-3-414-82521-6.
- Einmal ganz doll pusten. Boje, Köln 2019, ISBN 978-3-414-82528-5.
- Hallo, willst Du mit mir spielen. Boje, Köln 2019, ISBN 978-3-414-82544-5.
- Willst Du mein bester Freund sein? Boje, Köln 2020, ISBN 978-3-414-82562-9.

Reihe Nixe & Hibbel von Kirsten John
- Nixe & Hibbel (1). Einfach kuhle Freunde. Arena, Würzburg 2018, ISBN 978-3-401-60396-4.
- Nixe & Hibbel (2). Echt kuhle Weihnachten. Arena, Würzburg 2018, ISBN 978-3-401-60396-4.

Einzelne Bilder- und Kinderbücher
- Linda Chapman: Sternenfohlen, Neue Freunde im Einhornland: Magische Geschichten zum Vorlesen. Franckh-Kosmos, Stuttgart 2018, ISBN 978-3-440-15763-3.
- Andrea Kuhrmann: Lenni Langohr–Ein Hase zum Liebhaben: Bildergeschichten für die Kleinsten. Baumhaus, Köln 2020, ISBN 978-3-8339-0611-4.
- Anne Wolff: Die Schule der kleinen Ponys - Ein Heuhaufen voller Geheimnisse: Band 1. Boje, Köln 2020, ISBN 978-3-414-82566-7.

Sachbuch
- Biggi Mestmäcker: Umweg Jakarta. tredition, Hamburg 2017, ISBN 978-3-7439-2788-9 (Umschlaggestaltung).

Booklets von Audio-CDs
- Karsten Schäfer et al.: Stadtgeschichten mit Harry und Waldemar: Frankfurt am Main. Eulenberg, 2013, ISBN 978-3-9816336-0-3.
- Hörspielserie Die Spürhasen-Bande von Karsten Schäfer:
- Die Spürhasen-Bande (1): Das Geheimnis des magischen Spiegels. Eulenberg, Nidderau 2019, ISBN 978-3-9816336-1-0.
- Die Spürhasen-Bande (2): Das Rätsel um die verschollene Liebe: Abenteuer in Frankfurt am Main. Eulenberg, Nidderau 2019, ISBN 978-3-9816336-2-7.
- Die Spürhasen-Bande (3): In den Fängen der gemeinen Tierdiebe. Abenteuer in Frankfurt am Main. Eulenberg, Nidderau 2019, ISBN 978-3-9816336-3-4.